# Nati nel 1487
| Questa pagina contiene informazioni ricavate automaticamente dalle voci biografiche con l'ausilio del template Bio e di un bot. L'aggiornamento è periodico e automatico e ricostruisce completamente la pagina. Se manca una persona in questa lista, sei pregato di non aggiungerla, ma accertati piuttosto che la sua voce biografica contenga il template Bio e che i dati anagrafici siano correttamente compilati. Se il template Bio manca, inseriscilo tu stesso o, in alternativa, metti l'avviso {{tmp\|Bio}} che ne segnala la mancanza. Se i dati riportati sono sbagliati, correggi direttamente la voce biografica; le modifiche saranno visibili in questa lista entro pochi giorni. Per chiarimenti vedi il progetto biografie. La lista contiene solo le 53 persone che sono citate nell'enciclopedia e per le quali è stato implementato correttamente il template Bio. Pagina aggiornata al 27 gen 2025. |

## Febbraio(3)
- 2 febbraio - Martino Bernardini, mercante e nobile italiano († 1568)
- 2 febbraio - Giovanni I d'Ungheria, re ungherese († 1540)
- 8 febbraio - Ulrico di Württemberg, duca († 1550)

## Marzo(1)
- 7 marzo - Galeazzo Flavio Capella, scrittore e politico italiano († 1537)

## Aprile(3)
- 7 aprile - Bonaventura Castiglioni, presbitero e storico italiano († 1555)
- 10 aprile - Guglielmo I di Nassau-Dillenburg, nobile olandese († 1559)
- 23 aprile - Giorgio Macropedio, umanista e drammaturgo olandese († 1558)

## Giugno(1)
- 29 giugno - Andrea Corsali, navigatore italiano

## Luglio(3)
- 5 luglio - Johann Gramann, teologo tedesco († 1541)
- 11 luglio - Iolanda di Savoia, principessa († 1499)
- 17 luglio - Scià Isma'il I, sovrano persiano († 1524)

## Agosto(2)
- 17 agosto - Francesco Riario-Sforza, vescovo cattolico italiano († 1546)
- 27 agosto - Anna del Brandeburgo, principessa († 1514)

## Settembre(1)
- 10 settembre - Papa Giulio III, papa, vescovo cattolico e cardinale italiano († 1555)

## Ottobre(3)
- 22 ottobre - Sigismondo Thun, nobile italiano († 1569)
- 26 ottobre - Alessandro Pio di Savoia, nobile italiano († 1517)
- 27 ottobre - Giovanni da Udine, pittore, decoratore e architetto italiano († 1561)

## Novembre(1)
- 14 novembre - Giovanni IV von Pernstein, nobile ceco († 1548)

## Dicembre(1)
- 24 dicembre - Stefan Schlick († 1526)

## Senza giorno specificato(34)
- Pietro Alcionio, umanista e traduttore italiano
- Nicolas Bachelier, scultore, architetto e orafo francese († 1556)
- Antonio Brucioli, umanista italiano († 1566)
- Giovan Francesco Capoferri, intarsiatore italiano († 1534)
- Sergianni Caracciolo, II principe di Melfi, nobile e militare italiano († 1559)
- Leonardo Cattaneo Della Volta, doge († 1572)
- Nuno da Cunha, navigatore e poeta portoghese († 1539)
- Pietro Ettoreo, poeta e umanista croato († 1572)
- Gerald FitzGerald, IX conte di Kildare, militare irlandese († 1534)
- Margherita Gonzaga, nobildonna e religiosa italiana († 1537)
- Hōjō Ujitsuna, militare giapponese († 1541)
- Nikolaus Kratzer, matematico tedesco († 1550)
- Anna Lascaris, nobildonna italiana († 1554)
- Hugh Latimer, vescovo anglicano britannico († 1555)
- Nicola Maffei, ambasciatore italiano († 1536)
- Bartolomeo III Martinengo, nobile italiano († 1558)
- Pierfrancesco de' Medici il Giovane, banchiere italiano († 1525)
- Vincenzo Nigusanti, vescovo cattolico italiano († 1573)
- Bernardino Ochino, teologo italiano († 1564)
- Cristóbal de Olid,  spagnolo († 1524)
- Alberto Pasquale, vescovo cattolico e letterato italiano († 1543)
- Petru IV Rareș, principe († 1546)
- Bonifacio Veronese, pittore italiano († 1553)
- Giulio Raibolini, pittore italiano († 1540)
- Ginevra Rangoni, nobile e poetessa italiana († 1540)
- Pierre Rebuffi, giurista francese († 1557)
- Kurtoğlu Muslihiddin Reis, corsaro e ammiraglio ottomano († 1535)
- Michael Stifel, matematico tedesco († 1567)
- Margaret Wotton († 1541)
- Yokota Takatoshi, militare giapponese († 1550)
- Carlo di Lannoy, militare olandese († 1527)
- Giovanni di Lorenzo, pittore italiano († 1562)
- Caterina di Meclemburgo-Schwerin, nobile tedesca († 1561)
- Luciano I di Monaco,  monegasco († 1523)